# روبرت غاردنر
خطأ لوا في mw.text.lua على السطر 25: bad argument #1 to 'match' (string expected, got nil).
روبرت غاردنر (بالإنجليزية: Robert W. Gardner)‏ هو لاعب كرة قدم بريطاني (وحمل سابقاً جنسية المملكة المتحدة لبريطانيا العظمى وأيرلندا) في مركز حراسة المرمى، ولد في 31 مارس 1847 في المملكة المتحدة، وتوفي في 28 فبراير 1887 في المملكة المتحدة. شارك مع منتخب اسكتلندا لكرة القدم. أما مع النوادي، فقد لعب مع نادي كوينز بارك.

## وصلات خارجية
- روبرت غاردنر على موقع الاتحاد الإسكتلندي (الإنجليزية)
- روبرت غاردنر على موقع قاعدة بيانات كرة القدم.إي يو (الإنجليزية)
- روبرت غاردنر على موقع ناشيونال فوتبول تيمز (الإنجليزية)
- روبرت غاردنر على موقع عالم كرة القدم.نت (الإنجليزية)